# Žingarica
Žingarica (nemško Singerberg) je naselje v Občini Borovlje v Okraju Celovec-dežela na Koroškem v Avstriji.